# Idea thalassica
Idea thalassica är en fjärilsart som beskrevs av Hans Fruhstorfer 1910. Idea thalassica ingår i släktet Idea och familjen praktfjärilar. Inga underarter finns listade i Catalogue of Life.